# Ráy mô
Ráy mô (danh pháp khoa học: Remusatia vivipara) là một loài thực vật có hoa trong họ Ráy (Araceae). Loài này được (Roxb.) Schott miêu tả khoa học đầu tiên năm 1832.